# Castillo de Montepó
El castillo de Montepó es una estructura fortificada levantada en la campiña al norte de Scansano, a unos 30 km al este de Grosseto.

## Historia
La estructura fortificada fue construida alrededor del año 1000 junto a una antigua iglesia parroquial; fue reconstruida en su totalidad durante siglo XIV cuando estaba bajo el dominio de los señores del Cotoner.
Hacia finales del siglo XIV, el castillo fue vendido a la  República de Siena que, a su vez, lo traspaso un siglo después a la familia Sergardi.
Durante el del Renacimiento, los nuevos propietarios transformaron el castillo en una granja fortificada y, en épocas posteriores se realizaron algunas remodelaciones y ampliaciones. Las últimas restauraciones realizadas en la segunda mitad del siglo pasado devolvieron al conjunto su antiguo esplendor.

## Descripción
El castillo de Montepò, con motivo de las intervenciones realizadas durante los siglos XV y XVI, es un raro ejemplo de villa fortificada sienesa de la época del Renacimiento.
El conjunto, de planta rectangular, esta ordenado con los edificios en torno a un patio interior y flanqueado por cuatro torres esquineras de sección cuadrada, que en el pasado cumplían funciones de vigía. Con técnica constructiva de piedra en los muros y acabados de ladrillo en las fachadas que dan al patio interior.
El castillo, en  la actualidad propiedad de la familia Biondi Santi, está integrada en una explotación agrícola especializada en la producción de vinos; anteriormente, había sido un lugar de inspiración para el escritor británico Graham Greene .

## Artículos relacionados
- esquivan
- Colinas de Albegna y Fiora
- Castillos en la provincia de Grosseto

- Datos: Q3662740